# Kotikawatta
Kotikawatta är en ort i Sri Lanka.   Den ligger i provinsen Västprovinsen, i den sydvästra delen av landet, 7 km öster om huvudstaden Colombo. Kotikawatta ligger 16 meter över havet och antalet invånare är 64 565.
Terrängen runt Kotikawatta är mycket platt. Runt Kotikawatta är det mycket tätbefolkat, med 3 494 invånare per kvadratkilometer. Närmaste större samhälle är Colombo, 6,8 km väster om Kotikawatta. Runt Kotikawatta är det i huvudsak tätbebyggt.